# G1.9+0.3
G1.9+0.3 é o mais jovem remanescente de supernova descoberto em nossa galáxia, a Via Láctea, com uma idade calculada em 140 anos. Na verdade, a explosão ocorreu há cerca de 25 000 anos (a distância da Terra ao centro da Via Láctea é de cerca de 25 000 anos-luz), e somente há cerca de 140 anos a luz da explosão começou a ser visível da Terra. Essa é a maneira usual pela qual os astrônomos falam da idade de objetos celestes.
Descoberta em 2008 pelo astrofísico Stephen Reynolds, da Universidade Estadual da Carolina do Norte, nos Estados Unidos, através da comparação obtida por imagens fornecidas pelo Observatório de Raios Gama Compton, na órbita da Terra, com as obtidas em 1985 pelo National Radio Astronomy Observatory da NASA, a supernova tem sua existência admitida como sendo duzentos anos mais jovem que a até então mais recente supernova conhecida e estudada, Cassiopeia A, na constelação de Cassiopeia, datada de cerca de 1680.
A comparação de imagens mostrou aos cientistas que a supernova G1.9+0.3 expandiu-se em 16% de seu volume nos últimos 22 anos. Impedida por anos de ser observada por telescópios óticos, por ter ocorrido próximo ao centro da galáxia numa área coberta por grandes campos de gás e poeira estelar - o que tornou o objeto um trilhão de vezes mais opaco, sob a luz ótica, que uma supernova comum - a G1.9+0.3 teve sua existência confirmada pelos cientistas e pela NASA apenas após as imagens de seus restos em expansão fornecidas pelas câmeras de raio-X do Chandra e por radiotelescópios, e comparadas com as obtidas em 1985.